# Maite Gassó Casademunt
Maite Gassó Casademunt (Barcelona, 20 de maig de 1970), coneguda professionalment com a Maite Casademunt, és una dissenyadora de moda catalana i empresària vinculada a la firma Lola Casademunt, fundada l'any 1981 per la seva mare, Lola Casademunt, a Cardedeu.

## Trajectòria professional
Es va formar en Disseny de Moda i, durant els estudis, va treballar com a comercial a l’empresa familiar. En finalitzar la formació, es va incorporar a la companyia, on va impulsar la creació d’una línia de moda per complementar els accessoris existents. La marca s'havia iniciat com una activitat artesanal dedicada a la fabricació de llaços, diademes i altres accessoris per al cabell, que aviat es van començar a comercialitzar i van consolidar la marca com una empresa de referència en l'àmbit estatal.
El 2018, Maite Casademunt va assumir el càrrec de presidenta i directora creativa de la firma Lola Casademunt, i aquell mateix any va presentar la seva primera desfilada a la passarel·la 080 Barcelona Fashion amb la línia premium Lola Casademunt by Maite. Amb aquest càrrec, ha liderat el relleu generacional de la companyia, fusionant l’experiència acumulada amb una visió renovada i creativa. El 2020, va debutar a la Mercedes-Benz Fashion Week Madrid i va presentar un fashion film a l’Honduras Fashion Week.
Sota la seva direcció, la marca ha assolit una posició destacada dins del sector de la moda a Espanya, amb una oferta àmplia de peces de roba i accessoris per a dona. També ha iniciat un procés d’internacionalització, amb Andorra com un dels punts estratègics, en el marc d’una col·laboració de més de trenta anys amb Perfumeria Júlia.

## Reconeixements
L’any 2022 va rebre el Premi Dona CaixaBank i el Premi IWC Awards, i el 2025 fou inclosa a la llista Forbes de les «100 dones més influents de Catalunya».